# Princovy ostrovy (Istanbul)
Princovy ostrovy (turecky: Prens Adaları) také známé pod názvem Rudé ostrovy (turecky: Kızıl Adalar) nebo prostě jen Ostrovy jsou samostatným správním celkem náležícím k Istanbulu (Istanbulské provincii) a skládají se z celkem 9 ostrovů v Marmarském moři.
- Büyükada (řecky: Πρίγκηπος - Prinkipos; česky: Velký ostrov) s rozlohou 5,46 km²
- Heybeliada (řecky: Χάλκη - Halki; česky: Ostrov Sedlová taška) s rozlohou 2,4 km²
- Burgazada (řecky: Αντιγόνη - Antigoni; česky: Pevnostní ostrov) s rozlohou 1,5 km²
- Kınalıada (řecky: Πρώτη - Proti; česky: Henový ostrov) s rozlohou 1,3 km²
- Yassıada (řecky: Πλάτη - Plati; česky: Rovný ostrov) s rozlohou 0,05 km²
- Sivriada (řecky: Οξειά - Okseia; česky: Špičatý ostrov) s rozlohou 0,05 km²
- Kaşıkadası (řecky: Πίτα - Pita; česky: Lžičkový ostrov) s rozlohou 0,006 km²
- Sedefadası (starořecky: Τερέβινθος - Terebinthos nebo řecky: Αντιρόβυθος - Antirovithos; česky: Perleťový ostrov) s rozlohou 0,157 km²
- Tavşanadası (řecky: Νέανδρος - Neandros; česky: Zaječí ostrov) s rozlohou 0,004 km²

## Turismus a doprava

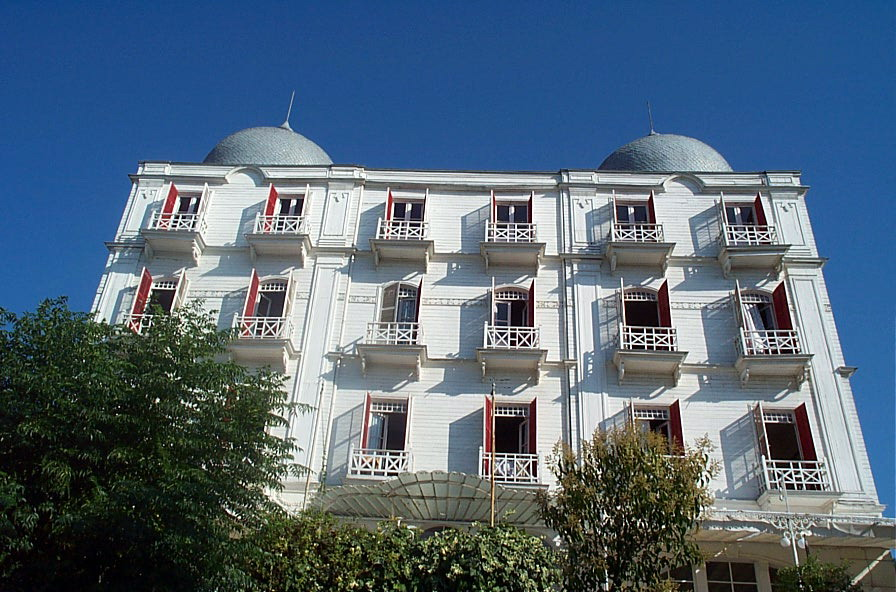
Historický Hotel (1908) na ostrově Büyükada.

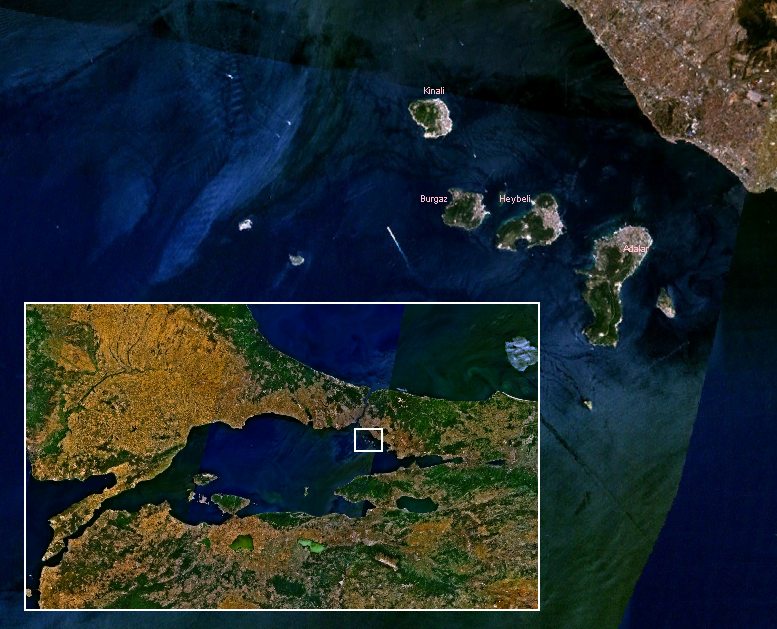
Poloha Princových ostrovů v Marmarském moři

V letních měsících jsou jednou z nejoblíbenějších destinací právě Princovy ostrovy. Vzhledem k tomu, že zde téměř neexistuje dopravní zácpa (automobily nejsou povoleny), jediným typem dopravy jsou koně, povozy nebo kola což vytváří velmi příjemnou atmosféru.
Na ostrovy se můžete dostat loděmi, které vyjíždějí z těchto přístavů: Eminönü, Kabataş (Evropská strana Istanbulu), Kadıköy, Bostanci, Kartal, Maltepe (asijská strana Istanbulu).
Většina lodí zastavuje na ostrovech Kınalıada, Burgazada, Heybeliada a poslední zastávkou bývá téměř vždy největší ostrov Büyükada.
Kvůli silným větrům a proudu jsou ostrovy v zimních měsících téměř vylidněné a lodě většinou nefungují. Na jaře a na podzim lodě přejíždějí pouze za příhodného počasí.
K dispozici je 6 lodních firem: Istanbulská městská doprava (turecky İstanbul Şehir Hatları), Istanbulské mořské autobusy (turecky İstanbul Deniz Otobüsleri), Modrá Marmara (turecky Mavi Marmara), Princovy túry (turecky Prens Tur), firma Dentur a firma Turyol.

## Galerie

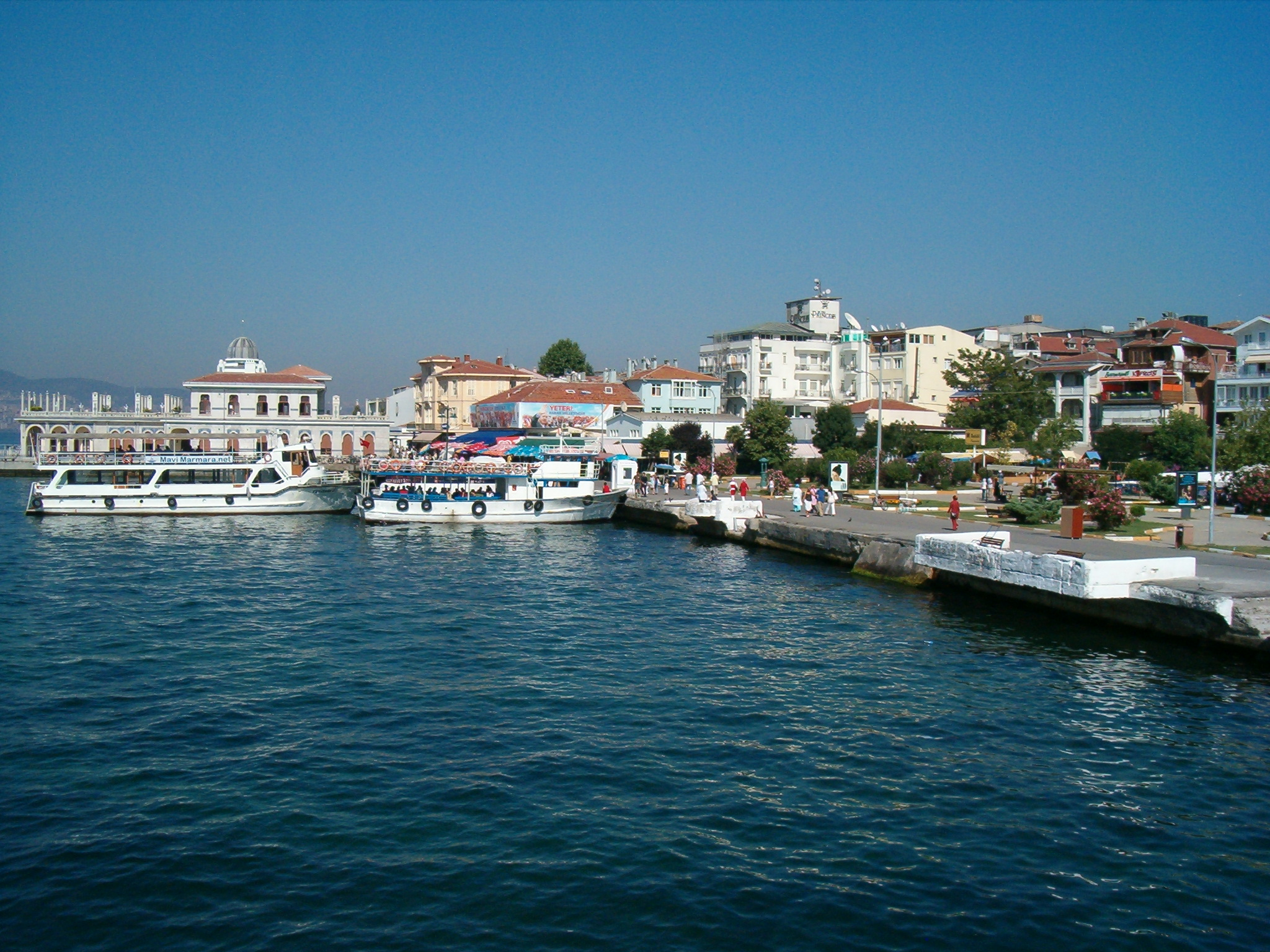
Přístav na ostrově Büyükada
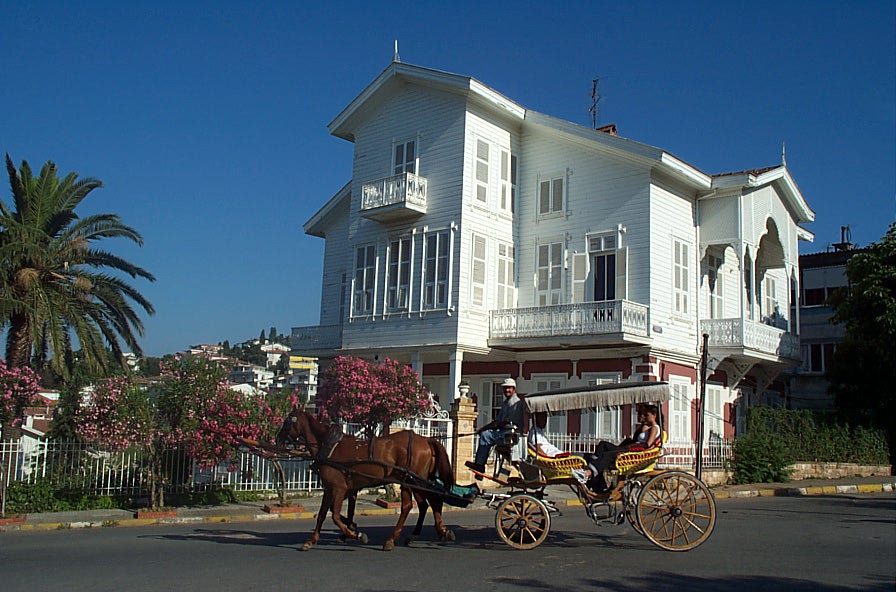
Domy na ostrově Büyükada
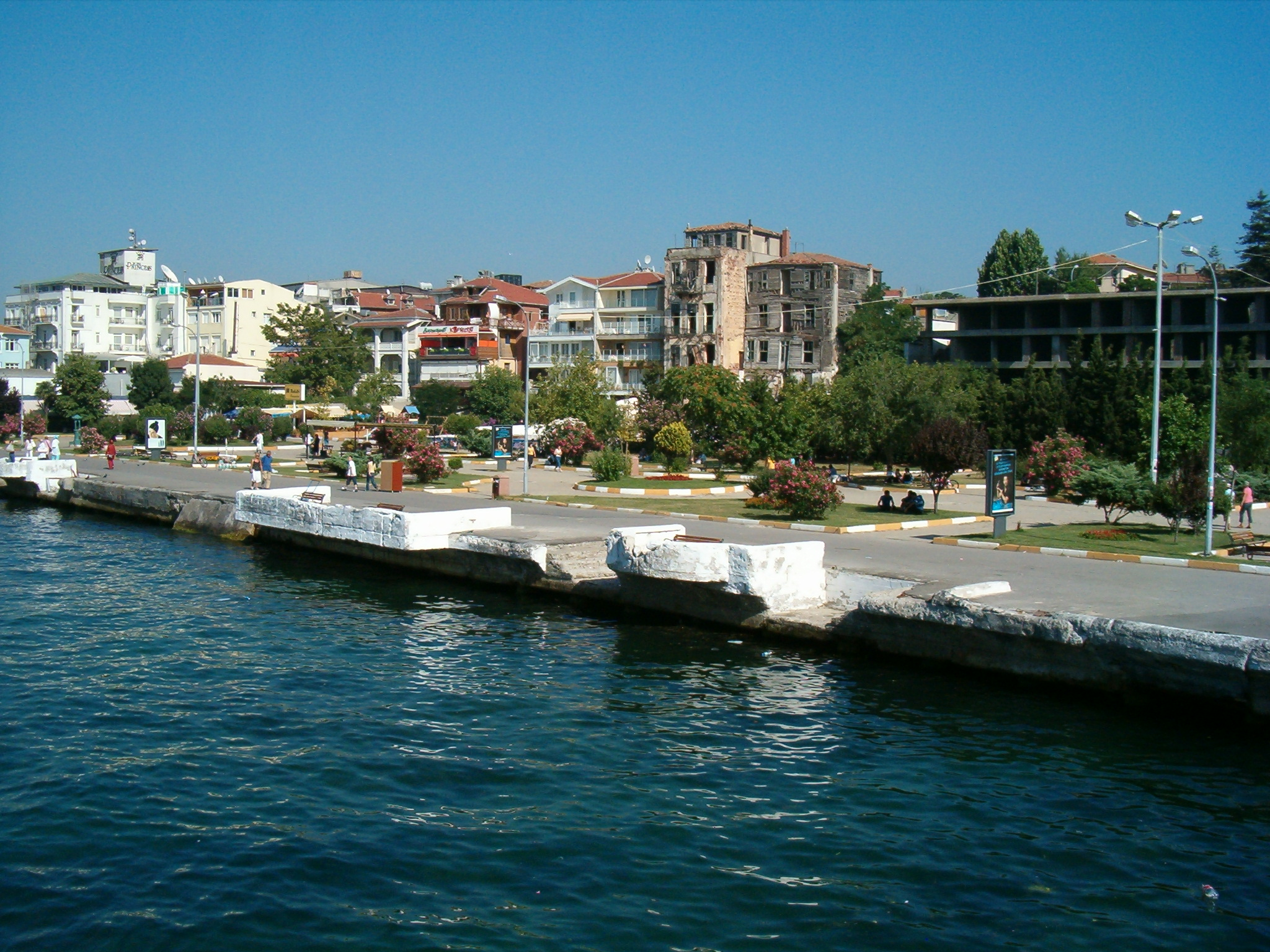
Pobřeží na ostrově Büyükada
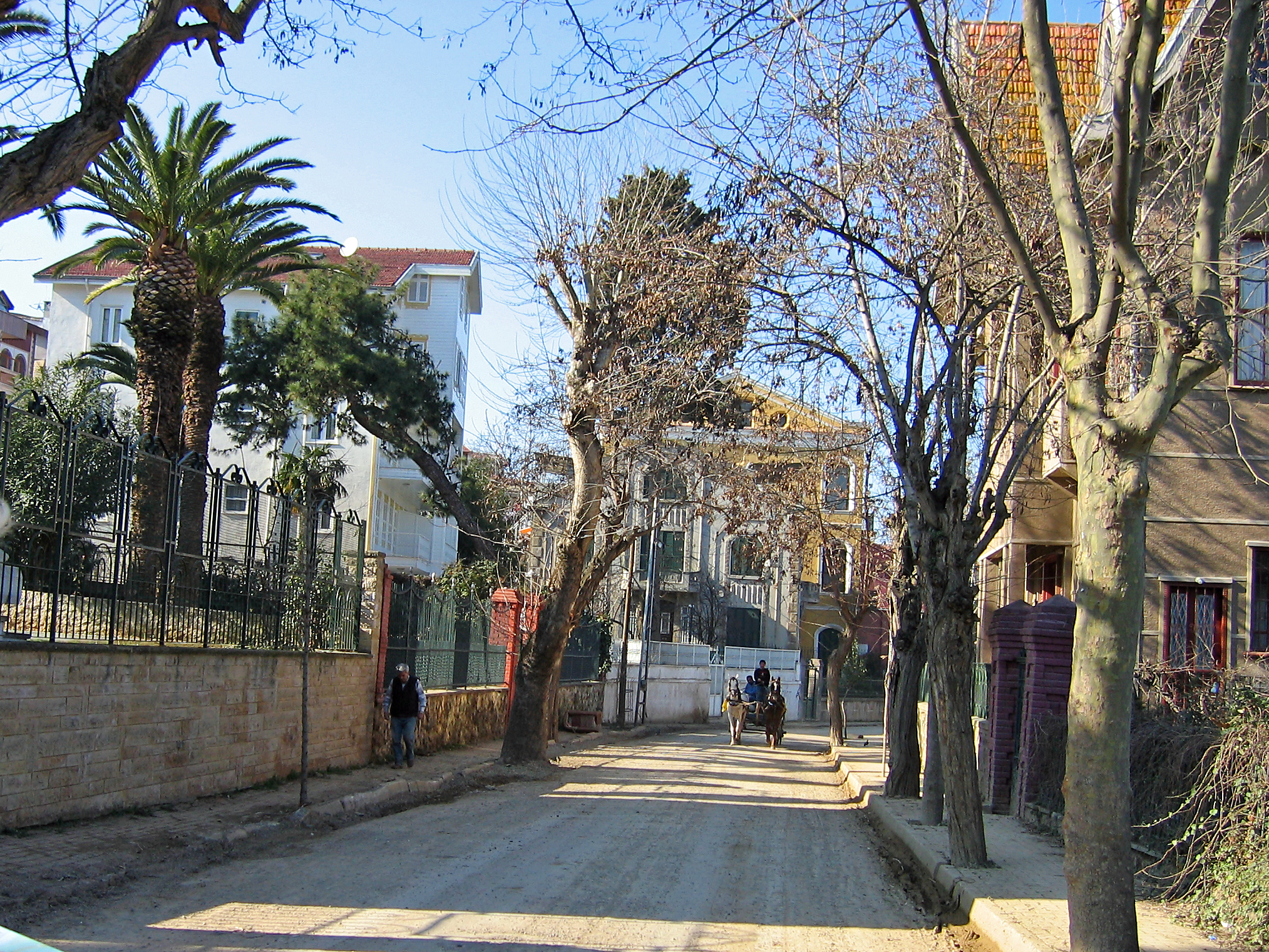
Ulice na ostrově Büyükada